# 25E-NBOMe
25E-NBOMe（或称为2C-E-NBOMe、NBOMe-2C-E，化学名：“2-(2,5-二甲氧基-4-乙基苯基)-N-(2-甲氧基苯基)乙胺”）是一种含氮有机化合物，化学式C
20H
27NO
3，是苯乙胺类化合物2C-E的25-NB类衍生物。